# Steve Mullings
Steve Mullings (1982. november 28. –) világbajnok jamaicai atléta, futó.
2004-ben jamaicai bajnok lett kétszáz méteren. Kétszeres világbajnoki érmes négyszer száz méteres síkfutásban. A 2007-es oszakai világbajnokságon második lett a jamaicai váltóval, a 2009-es berlini tornán Usain Bolt, Michael Frater és Asafa Powell társaként tagja volt hazája aranyérmet nyert váltójának.

## Egyéni legjobbjai
Szabadtér
- 100 méteres síkfutás – 10,01 mp
- 200 méteres síkfutás – 19,98 mp

Fedett pálya
- 60 méteres síkfutás – 6,59 mp
- 200 méteres síkfutás – 20,72 mp